# اوبرباخهایم
اوبرباخهایم (به آلمانی: Oberbachheim) یک شهر در آلمان است که در شهرداری Nastätten واقع شده است. اوبرباخهایم ۲۱۳ نفر جمعیت دارد.